# Luigi Faggioni
Luigi Faggioni (* 9. November 1909 in La Spezia; † 23. Mai 1991 in Chiavari) war ein italienischer Marineoffizier. 

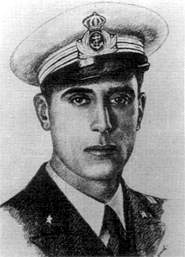
Portraitgemälde von Luigi Faggioni.

Nach Abschluss der Fachoberschule für Seefahrt in Camogli (Ligurien) trat er im August 1928 in die Regia Marina ein und wurde 1929 Offizier auf Zeit. Er diente zunächst auf Torpedobooten und Zerstörern und dann als Lehrer an Marineschulen (unter anderem an der Corpo degli equipaggi militari marittimi, CREM, ab 1931). Im Jahr 1935, im Kontext des von Italien begonnenen Abessinienkrieges, war er zeitweilig auf dem Zerstörer Zeffiro eingesetzt. Als Guardiamarina diente er spätestens ab 1937 als Kommandant von MAS-Schnellbooten.  

## Angriff auf Suda (Kreta)
Im Zweiten Weltkrieg kam Faggioni zu einer Spezialeinheit, der Decima Flottiglia MAS, die mit Sprengbooten alliierte Schiffe im Mittelmeer angriff. 

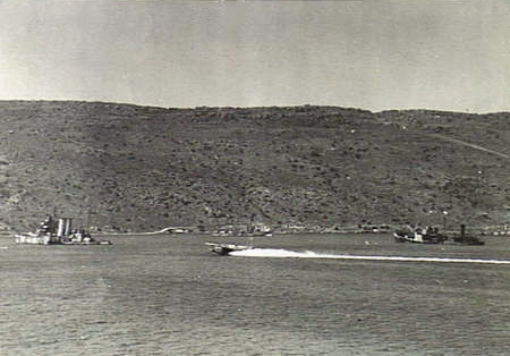
Nach dem Angriff: Links im Bild der auf Grund gesetzte Schwere Kreuzer York, rechterhand der auf Grund gesetzte Tanker Pericles (mittig im Bild landet ein Wasserflugzeug).

Ein von Kapitänleutnant Faggioni angeführtes Team erreichte auf den Zerstörern Francesco Crispi und Quintino Sella am 25. März 1941 nachts die Gewässer vor dem britischen Marinestützpunkt in der Bucht von Souda, Kreta. Die Luftaufklärung hatte das Eintreffen eines Konvois von 12 Handelsschiffen und drei Zerstörern angekündigt. Gegen 23:30 Uhr wurden etwa zehn Seemeilen vor Akrotiri, westlich der Souda-Bucht, sechs Sprengboote des Typs M.T. zu Wasser gelassen, die sich unter dem Befehl Faggionis langsam der Bucht näherten und nachfolgend drei Netzsperren, die die Bucht zur offenen See hin abschirmten, überwanden; dies war auch möglich, da die Sperren kurz zuvor geöffnet worden waren, um einem britischen Kreuzer das Einlaufen in die Bucht zu ermöglichen. Gegen 5:00 Uhr waren alle sechs Boote in der Mitte der Bucht versammelt und Faggioni wies die Angriffsziele zu. Zwei Boote wurden auf einen Kreuzer angesetzt, zwei andere auf einen Tanker, Faggioni blieb mit einem weiteren Boot in Reserve, um im Fall eines ersten Misserfolges einen der Angriffe zu wiederholen bzw. einen abschließenden Angriff durchzuführen. 
Kurz danach, etwa gegen 5:11 Uhr, trafen die ersten zwei Boote den britischen Schweren Kreuzer York. Der Kreuzer erlitt beträchtliche Schäden und musste, um ein Sinken zu verhindern, in seichteren Gewässern in Ufernähe auf Grund gesetzt werden. Auch der norwegische Tanker Pericles (8.324 BRT) wurde von einem der Sprengboote getroffen und sank mit dem Achterschiff auf Grund. Der Tanker konnte zwar rund zwei Wochen später gehoben werden, sank aber bei einem Abschlepp- und Überführungsversuch nach Alexandria am 14. April 1941 endgültig. Unmittelbar nach den ersten Explosionen suchten britische Suchscheinwerfer in Annahme eines Luftangriffes den Himmel ab, die Flugabwehr eröffnete ebenfalls das Feuer. Die schwer beschädigte und zunächst auf Grund gesetzte York wurde später bei deutschen Luftangriffen weiter beschädigt und letztlich am 22. Mai 1941 britischerseits aufgegeben. Das Wrack wurde erst nach dem Zweiten Weltkrieg gehoben und 1952 in Italien abgewrackt.
Alle Sprengboot-Teams sprangen kurz vor der Kollision ihrer Boote mit den Zielen von Bord und versuchten schwimmend einen vereinbarten Treffpunkt zu erreichen. Alle italienischen Seeleute überlebten, wurden aber bis etwa 07:00 Uhr zur Gänze von britischen Sicherungskräften aufgegriffen und gefangen genommen. 
Faggioni kehrte im Januar 1945 im Rahmen von Repatriierungsabkommen nach Italien zurück und schloss sich den gegen das Deutsche Reich kämpfenden Badoglio-Verbänden an.

## Nachkriegszeit
Faggioni kommandierte nach dem Krieg unter anderem noch die Kampfschwimmereinheit COMSUBIN der Marine. Er schied als Konteradmiral und als Befehlshaber der Marinebasis La Spezia im Jahr 1963 aus dem aktiven Dienst aus, brachte es in der Reserve später jedoch noch bis zum Vizeadmiral und zum Admiral (1969). Er verstarb 1991 im Alter von 81 Jahren in Chiavari bei Genua.